# MuseScore
MuseScore је слободан (у десктоп варијанти) и фримијум (у онлајн и мобилној варијанти) програм за музичку нотацију за Windows, macOS и Линукс, сличан програмима Finale and Sibelius,, који подржава велики избор формата датотека и метода уноса. Верзија за десктоп објављује се као слободан софтвер и софтвер отвореног кода под ГНУ-овом општом јавном лиценцом.

## Функционалности
Главна сврха MuseScore програма је креирање музичке нотације високог квалитета у WYSIWYG окружењу. Подржава неограничен број нотних система, увезане делове, таблатуре, улаз/излаз у MIDI формату, нотацију за перкусије, аутоматску транспозицију, текстове песама и практично све што се најчешће користи у музичкој нотацији. Доступне су опције за стилове којим се мењају изглед и распоред компоненти, а стилови се могу сачувати и применити на друге партитуре. Постоје предефинисани шаблони за многе врсте ансамбала. Функционалности се могу проширити коришћењем многобројних бесплатно доступних плагинова.
 може такође да репродукује партитуре кроз уграђени секвенцер и библиотеку за семплове SoundFont. Већи број SoundFont-ова може да се укључи у синтисајзер MuseScore. Доступан је миксер којим се може мења висина тона појединих инструмената, као и да се искључи тон или репродукује само један инструмент; такође су током репродукције музике доступни хорус ефекат, реверберација и други ефекти. MIDI output to external devices and software synthesizers is also possible.

### Подржани формати датотека
може да увози и извози податке у многе формате: у неке формате може само да се извози (визуелна репрезентација и звучни записи), а из неких формата може да се искључиво увози (фајлови из неких других програма за музички нотацију).
Формати датотека које сам MuseScore користи су , компресовани фајл који садржи партитуру и остале податке, и .mscx, који представља податке у XML формату који се налазе у .mscz фајловима. Препоручује се коришћење .mscz формата, јер користи мање простора и подржава слике.
 може такође да увози и извози компресоване и некомпресоване  фајлове, што омогућује да се партитура може отворити у другим програмима за музичку нотацију (укључујући  и ). Може такође да увози и извози MIDI фајлове (и), којег подржавају многи други програми (као што је Synthesia), али пошто MIDI није предвиђен за партитуре, већина музичке нотације се губи.
MuseScore такође може да импортује формате неких других музичких софтвера, укључујући Band-in-a-Box (.mgu и .sgu), ,  (и),  (мора бити верзија 2000 (3.0) или каснија;  и ) и . Може да импортује и формат MuseData, кога је заменио MusicXML.
Звучни записи могу да се извозе у формате WAV, FLAC, MP3 и , а графичка представа партитура може да се извезе у PDF, SVG и PNG формате и/или да се штампа директно.

### Дељење партитура онлајн
Функционалност MuseScore Connect омогућује корисницима програма да објаве и поделе своју музику онлајн преко сајта MuseScore.com. Овај сервис омогућује претплатницима да неограничено деле партитуре. Бесплатни налози су такође доступни, али корисници са таквим налозима могу да поставе максимално пет партитура. The MuseScore Start Center displays featured scores from the website.
MuseScore.com омогућује репродукцију партитура у било ком веб прегледачу који подржава аудио таг из HTML5. Партитура може такође бити повезана са видео садржајем на интернету.

### Мобилни плејер
Од маја 2014. MuseScore има мобилне апликације доступне за iOS и Андроид које су такође повезане са сајтом MuseScore.com за дељење музике. Апликација може да репродукује партитуре и дозвољава промену транспозиције и екстракцију делова, али не дозвољава креирање или измену партитура. Постоји бесплатна верзија (само за Андроид, названа просто MuseScore), као и верзија која се плаћа (MuseScore Songbook) са већим бројем функционалности.

### Портабилна апликација
такође постоји као портабилна апликација на PortableApps.com. Може да се инсталира на тврди диск или да се смести на уређаје као што су ЦД, USB меморија или флеш картица, тако да се може покренути на било ком компатибилном рачунарском систему под Windows-ом.

## Историја
је првобитно настао као форк постојећег секвенцера под именом MusE. У то време, MusE је имао способност записивања нотације, а 2002. године Вернер Швер, један од развијача MusE-а, одлучио је уклони подршку за записивање нотације из MusE-а и форкује код како би направио засебан програм за музичку нотацију. Од тада, MuseScore је у константном развоју.
Вебсајт musescore.org је настао 2008. године и брзо је достигао велики број преузимања овог програма. До децембра 2008. године, стопа преузимања је достигла број од 15.000 месечно.
Верзија 0.9.5 објављена је августа 2009. године, која је била довољно стабилна за дневну или продукциону употребу. До октобра 2009. године, MuseScore је достигао стопу преузимања од више од хиљаду дневно. До четвртог квартала 2010. године, број дневних преузимања је поново утростручен и достигао је ниво од 80 хиљада месечно. MuseScore 1.0 је објављен у фебруару 2011. године.
Крајем 2013. године, пројекат је премештен са SourceForge-а на GitHub, па статистике преузимања нису више јавно доступне од тада, али у марту 2015. године у медијској објави је наведено да је MuseScore преузет преко 8 милиона пута, а у децембру 2016. пројекат је навео да је верзија 2.0.3 преузета 1.9 милона пута у року од девет месеци након објаве.
Блог пост у мају 2016. године навео је да је MuseScore 3.0 у развоју.

## Развој
је слободан софтвер и софтвер отвореног кода и написан је углавном у C++, а графички кориснички интерфејс користи Qt тулкит. Вернер Швер, Никола Фроман и Тома Бонт су главни развијачи пројекта, док шира заједница такође доприноси. Google Summer of Code је спонзорисао студенте како би помогли у развоју овог програма 2013, 2014, 2016, 2017. и 2018. године. Развој MuseScore-а одвија се на GitHub-у.
Иако је MuseScore софтвер отвореног кода, захтева да учесници потпишу .

## Употреба
наводи преко 7.000 преузимања дневно од 2016. године. Многе дистрибуције Линукса такође укључују MuseScore у своје софтверске библиотеке, као што је Ubuntu Software Center. MuseScore је такође укључен у VALO-CD колекцију, која пружа слободан софтвер за Windows.
Многе образовне институције такође користе MuseScore, укључујући Универзитет Дру и Јонски универзитет.